# The Prisoner's Story
The Prisoner's Story is een Amerikaanse stomme film uit 1912. De film werd geregisseerd door Georges en Gaston Méliès.
Deze thriller was een coproductie van de gebroeders Méliès en werd op 17 september 1912 uitgebracht in de Verenigde Staten.

## Rolverdeling
| Acteur          | Personage     |
| --------------- | ------------- |
| Ray Gallagher   | Ross Cameron  |
| Mildred Bracken | Grace Haywood |
| Evelyn Selbie   | Nell Cameron  |
| William Stanton | Allan Webb    |